# Joshua Hedberg
Joshua Hedberg, född 29 januari 2007, är en amerikansk simhoppare.

## Karriär
Vid VM 2022 i Budapest slutade Hedberg på 11:e plats i 10-metersplattformen. Vid junior-VM 2022 i Montréal tog han guld i den mixade lagtävlingen, brons i åldersgrupp B i 10-metersplattformen samt brons i parhopp från 10-metersplattformen tillsammans med Tyler Wills. Vid VM 2024 i Doha slutade Hedberg på 19:e plats i 10-metersplattformen och 14:e plats i parhopp från 10-metersplattformen tillsammans med Carson Tyler. Vid junior-VM 2024 i Rio de Janeiro tog han guld i den mixade lagtävlingen samt brons i åldersgrupp A i 10-metersplattformen.
Vid VM 2025 i Singapore tog Hedberg brons i parhopp från 10-metersplattformen tillsammans med Carson Tyler.